# بحر إيرمنغر
بحر إيرمنغر (بالإنجليزية: Irminger Sea)‏ هو بحر هامشي في شمال المحيط الأطلسي. يبلغ طوله 480 كيلومترًا، ويبلغ أقل عرض له 290 كيلومترًا. سمي بهذا الاسم نسبة إلى الأدميرال الدنمركي كارل لودفيغ كريستسان إيرمنغر (1802 ـ 1888)، الذي سمي باسمه أيضًا تيار إيرمنغر.